# 仙王座18
仙王座18，又名BD+62 2028，HD 209772、SAO 19828、HR 8416，是仙王座的一颗恒星，视星等为5.29，位于銀經105.26，銀緯6.15，其B1900.0坐标为赤經22h 0m 53.1s，赤緯+62° 6.15′ 0″。